# Castra Praetoria
Castra Praetoria var en kasern som under Tiberius, år 23 e.Kr., uppfördes av praetorianprefekten Lucius Aelius Sejanus för att inhysa det kejserliga livgardet praetoriangardet.
Förläggningen, som var omsluten av solida murar med en längd av 440 x 380 meter, var belägen i utkanten av Rom och införlivades i den stadsmur som uppfördes av kejsar Aurelianus på 270-talet. Distriktet Castro Pretorio har uppkallats efter den.